# Melkus RS 2000

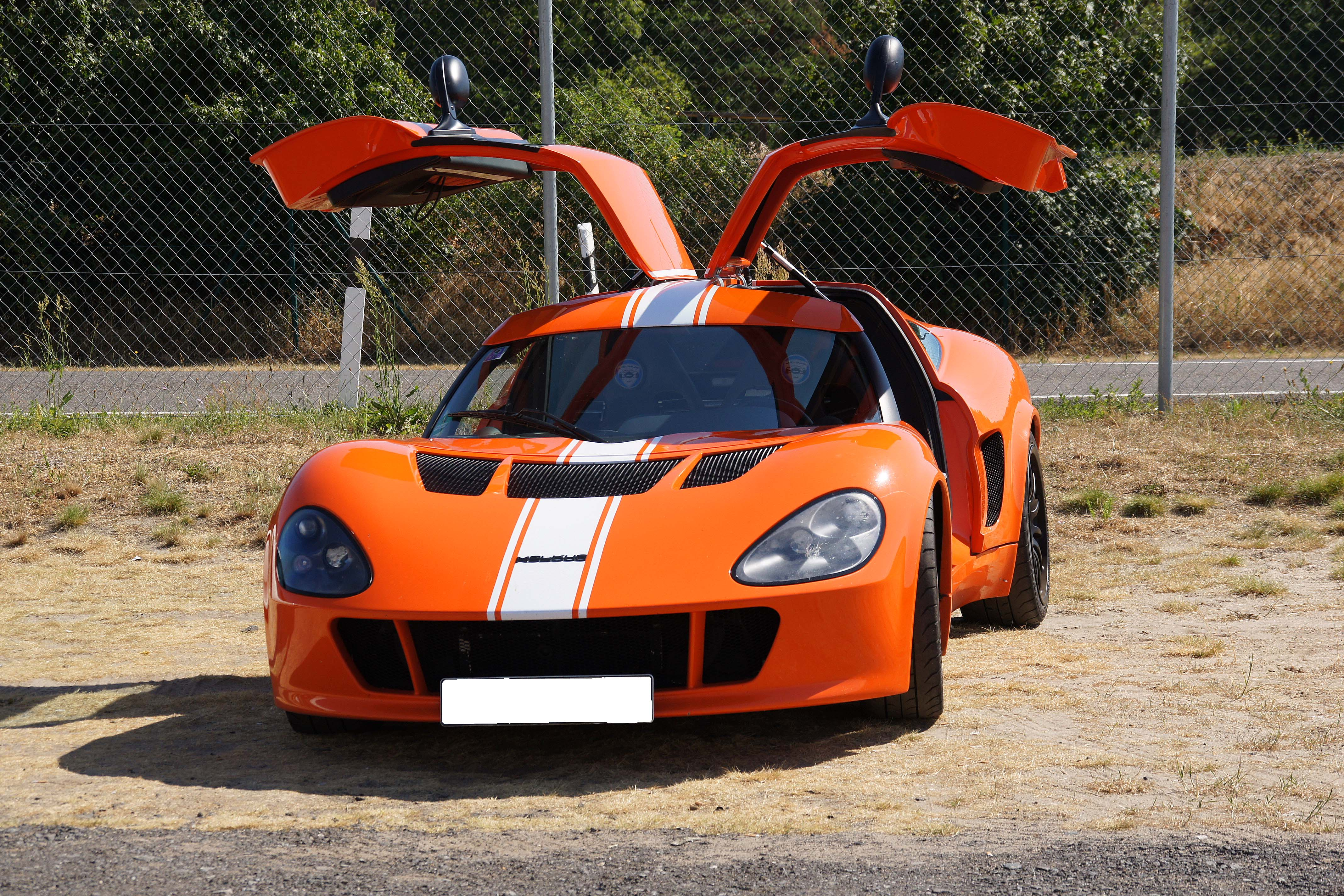
RS 2000 mit geöffneten Türen

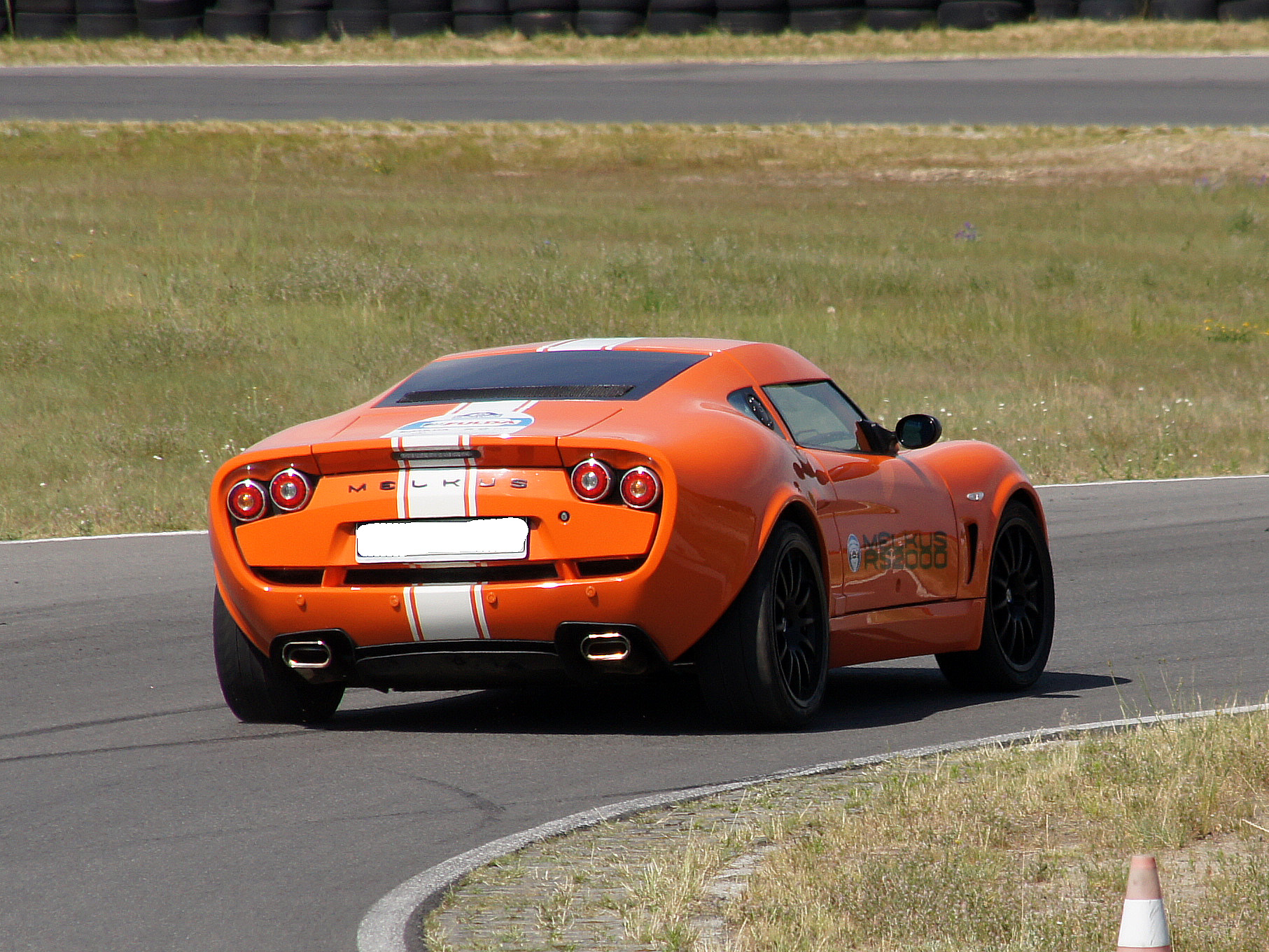
Heckansicht des RS 2000

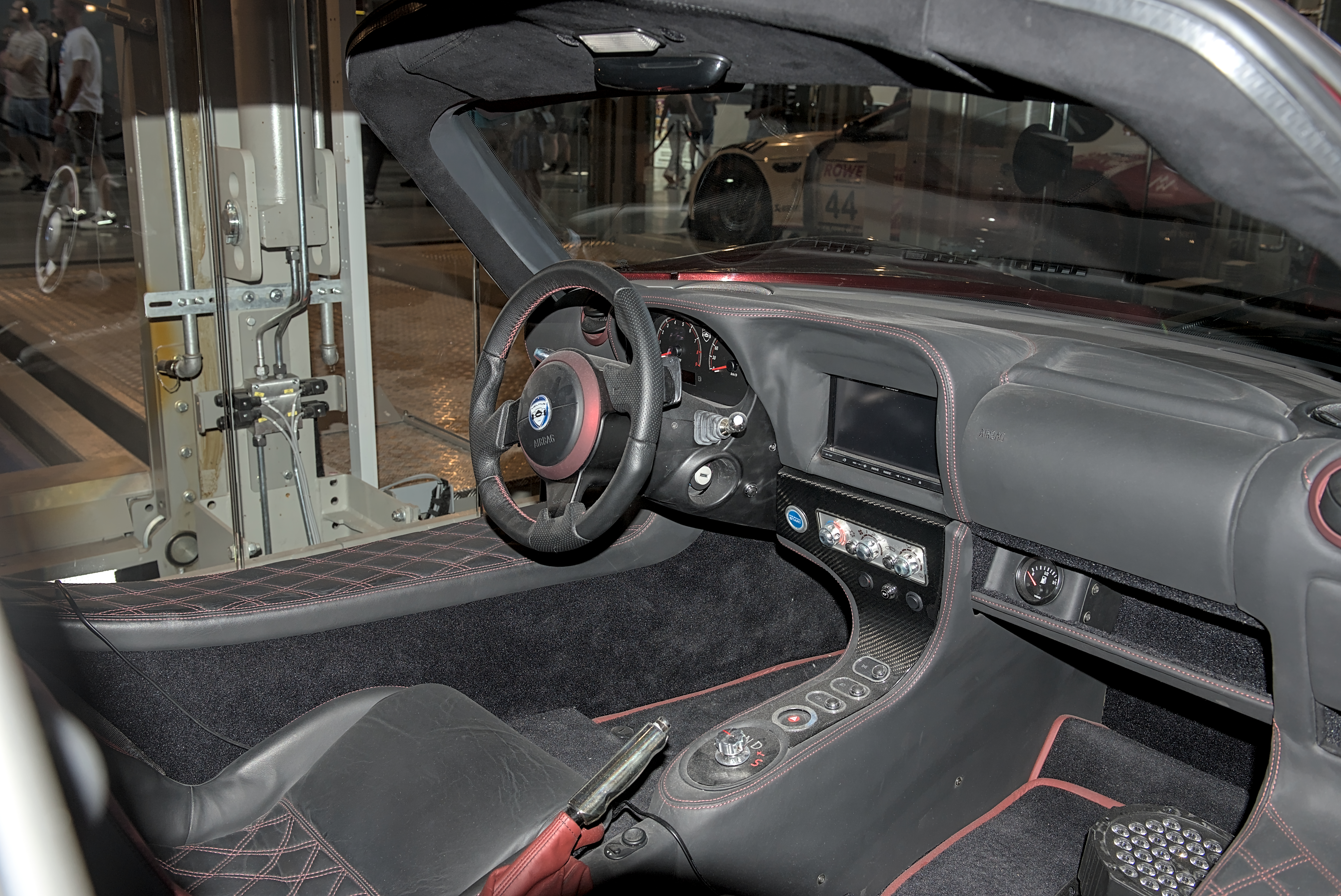
Innenraum

Der Melkus RS 2000 ist ein Kleinserien-Sportwagen auf Basis eines Lotus-Chassis. Er wurde vom Sportwagenhersteller Melkus von 2009 bis 2012 in Dresden gefertigt.

## Geschichte
Der RS 2000 wurde 2009 auf der Internationalen Automobil-Ausstellung vorgestellt. Er ist so etwas wie der indirekte Nachfolger des Melkus RS 1000 und des in nur sehr geringer Stückzahl gebauten Übergangmodells Melkus RS 1600. Im Frühjahr 2010 begann die Auslieferung der ersten Fahrzeuge. Die Produktion endete 2012 mit der Insolvenz und der Veräußerung des Betriebsvermögens des Herstellerunternehmens an die CarEvo GmbH.

## Sonstiges
Eine Besonderheit des Wagens waren die Flügeltüren, wie sie die Vorgänger auch schon hatten. Das Chassis des RS 2000 besteht komplett aus Aluminium. Es wurde eine Produktion von 25 Fahrzeugen pro Jahr geplant. Der Einstiegspreis des Melkus RS 2000 lag bei 115.000 Euro. Eine Quelle nennt 18 Fahrzeuge bis zum Produktionsende.

## Technische Daten
RS 2000
- Hubraum: 1880 cm3
- Zylinderzahl: 4
- Leistung: 199 kW (270 PS) bei 7800/min
- Drehmoment: 350 Nm
- Höchstgeschwindigkeit: 250 km/h
- Beschleunigung (0–100 km/h): 4,9 s
- Leergewicht: 975 kg
- Durchschnittsverbrauch: 9,8 l/100 km

RS 2000 GT
- Motor: Vierzylinderottomotor, Variable Ventilsteuerung, Vierventil-Technik, Abgasturboaufladung
- Hubraum 2000 cm3
- Leistung: 239 kW (325 PS) bei 6.500/min
- Drehmoment: 430 Nm
- Beschleunigung (0–100 km/h) 4,5 s
- Höchstgeschwindigkeit: 270 km/h
- Fahrzeugleergewicht nach DIN: 975 kg
- Kraftstoffverbrauch kombiniert: 7,7 l/100 km

RS 2000 GTS
- Motor: Vierzylinderottomotor, Variable Ventilsteuerung, Vierventil-Technik, Abgasturboaufladung
- Hubraum: 2000 cm3
- Leistung: 276 kW (375 PS) bei 6.500/min
- Drehmoment: 450 Nm
- Beschleunigung (0–100 km/h): 3,8 s
- Höchstgeschwindigkeit: 300 km/h
- Fahrzeugleergewicht nach DIN: 995 kg
- Kraftstoffverbrauch kombiniert: 8,7 l/100 km